# Swan Song Records
Swan Song Records var ett skivbolag, bildat 1974 av den brittiska rockgruppen Led Zeppelin och deras manager Peter Grant.
Led Zeppelins fem första album hade getts ut på bolaget Atlantic Records och den första skiva som bandet släppte på Swan Song var Physical Graffiti (1975). Då hade bolaget redan släppt några album, bland annat Bad Companys debutalbum. Andra artister som var knutna till bolaget var Dave Edmunds, Pretty Things och Sad Café. Swan Song upplöstes 1983 men namnet används fortfarande vid återutgivning av bolagets tidigare utgivna skivor.